# Docirava
Docirava is een geslacht van vlinders van de familie spanners (Geometridae), uit de onderfamilie Larentiinae.

## Soorten
- D. aequilineata Walker, 1863
- D. affinis Warren, 1894
- D. dervenaria (von Mentzer, 1981)
- D. distata Prout, 1941
- D. flavilinata Wileman, 1915
- D. fulgurata Guenée, 1858
- D. mundulata (Guénée, 1858)
- D. postochrea Hampson, 1893
- D. pudicata Guenée, 1858